# Albi (Rumunia)
Albi – wieś w Rumunii, w okręgu Sybin, w gminie Slimnic. W 2011 roku liczyła 3 mieszkańców.